# 飯倉大樹
飯倉 大樹（いいくら ひろき、1986年6月1日 - ）は、神奈川県横浜市栄区出身のプロサッカー選手。Jリーグ・横浜F・マリノス所属。ポジションはゴールキーパー（GK）。

## 経歴

### 横浜F・マリノス
横浜F・マリノスのアカデミー出身。小学生まではフィールドプレイヤーであり、中学生になってからゴールキーパーに転向。内藤友康とはジュニアユース時代のチームメイトで、2人でレギュラーを争っていた。また、2003年NEW!!わかふじ国体の神奈川県選抜でも同じチームで活躍した。
2005年にトップチームに昇格し、2006年に当時JFLに昇格したばかりのロッソ熊本（現・ロアッソ熊本）へ期限付き移籍し、リーグ戦26試合に出場した。2007年に復帰し、第29節の清水エスパルス戦でJリーグデビューを果たしたが、チームは0-2で敗れた。同年はこの1試合の出場に終わり、2008年は公式戦出場がなかった。
しかし、2009年になると徐々に出場機会が増え、ミスも目立ったが中盤戦にかけてスタメンに定着した。カップ戦での退場により(後述)出場停止処分を受けた終盤戦は控えに降格したものの、先輩の榎本哲也とポジション争いを演じて19試合に出場した。2010年は自身初のリーグ戦全試合出場を果たし、榎本から正GKの座を奪った。2011年も度々ファインセーブを見せ、チームの前半戦首位に貢献。しかし、チームは後半戦で失速し結局5位だった。ワールドカップアジア3次予選の予備登録メンバーにも選出された。
2012年も開幕から正GKを務めたが、7試合勝利なし低迷。しかし、第8節のヴィッセル神戸戦で初勝利を上げるとそこから15試合負けなしとチームは一変した。しかし、第23節のセレッソ大阪戦より3連敗し、終盤戦は榎本にポジションを譲った。
2013年は4年ぶりに開幕ベンチスタートとなったが、第3節のジュビロ磐田戦ではベンチからも外れた。4月6日に体調不良を訴えて横浜市内の病院に入院。4月16日、心外膜炎と診断された。9月の天皇杯でベンチ入りメンバーに復帰。結局、2014年までの2年間は公式戦出場なしに終わった。
体調が回復した2015年は榎本からポジションを奪い正GKの座を確保した。2016年も開幕からスタメン出場を続けていたが、5月14日の鹿島アントラーズ戦で前半に負傷し、後半は榎本と交代しピッチを去った。その後は三度榎本にポジションを奪われた。
2017年に榎本が浦和レッズへ移籍したため、開幕戦からスタメンを確保。7シーズンぶりとなる全試合フル出場を果たした。
2018年も2年連続で全試合フル出場を果たしたが、2019年シーズンの第5節のサガン鳥栖戦ではベンチスタートとなり、リーグ戦の連続フル出場は76試合で止まった。その試合以降、新加入の朴一圭にレギュラーを奪われた。

### ヴィッセル神戸
7月26日、キム・スンギュが移籍し、GKを探していたヴィッセル神戸への移籍が発表された。移籍発表2日後の7月28日に行われたマンチェスター・シティFC戦の後半30分から出場し、それがマリノスでのラストマッチとなった。8月2日に行われたガンバ大阪戦で移籍後初出場を果たした。その後もレギュラーとして活躍し、チーム初タイトルとなる天皇杯優勝にも貢献した。
2020年2月8日、FUJI XEROX SUPER CUPの横浜FM戦では、古巣相手にPK戦で2本ストップして優勝に貢献した。シーズンでも開幕からレギュラーを務めていたが、ルヴァンカップの川崎戦で6失点を喫し、その試合以降は前川黛也にポジションを譲った。前川とポジションを争いながらも出場を続けたが、ACLなどの大一番では前川が起用され、控えに回った。
2021シーズンは怪我で離脱し、しばらく試合から遠ざかっていたが、ルヴァンカップ第3節・徳島ヴォルティス戦で昨年12月以来約5ヶ月ぶりのベンチ入りを果たすと、同じくルヴァンカップ第4節・大分トリニータ戦で同年公式戦初出場を果たした。以降はしばらくカップ戦での起用がメインだったが、前川が負傷で離脱するとポジションを奪取。以降はレギュラーに定着した。
2022年シーズンは怪我で出遅れたものの、J1第3節サンフレッチェ広島戦でシーズン初出場。4月に就任したロティーナ体制では控えに回る事が多くなった。7月に就任した吉田体制ではスタメンに復帰。その後はスタメンを飾る時期もあれば怪我で離脱する等、レギュラーを完全に奪いきるまでには至らなかった。シーズン終了後の11月9日にクラブから契約満了が発表された。

### 横浜F・マリノス復帰
2023年2月9日、横浜F・マリノスへ完全移籍で加入することが発表された。3年半ぶりの復帰となる。
2024シーズンは、新加入のポープ・ウィリアム、白坂楓馬に次ぐ第3GKとしてスタートしたが、ポープの相次ぐ負傷や、白坂のパフォーマンスが安定しなかったこともあり、シーズン途中からベテランの飯倉が再び正GKに抜擢され、シーズン通してリーグ戦12試合に出場した。

## エピソード
- 2009年6月28日のJ1リーグ第15節ガンバ大阪戦（横浜国際総合競技場）で、ボールがラインを割ってコーナーキックになることを阻止しようとしてピッチ内に戻したボールが橋本英郎の足元に渡ってしまいゴールを許した。試合はこのゴールが決勝ゴールとなり1-2で逆転負けした。
- 9月6日、ヤマザキナビスコカップ準決勝2ndlegの川崎フロンターレ戦で、川崎のジュニーニョの遅延行為（直前に鄭大世のファウルにより、ホイッスルが鳴っているにもかかわらず、プレーを続けようとしていたこと）に対して激高。ジュニーニョを後ろから突き飛ばし退場処分を受けた。その後も抗議して、主審の胸を両手で押した。マリノスはこの時交代枠が無くなっていたために水沼宏太が急遽GKを務めたが、そのジュニーニョに同点ゴールを決められ敗退した。
  - このプレーに対して9月11日、Jリーグは公式戦6試合の出場停止処分（J1リーグ戦5試合+天皇杯全日本選手権2回戦+サテライトリーグ1試合）を科した。
- 飯倉の足もとの技術を得意としてボールを持つプレースタイルや神戸のGKから繋ぐスタイルから、積極的なボール運びを見せるシーンが度々ある。そこからチャンスに繋がる場面もあるが、失敗すると失点にも直結してしまうため一部のファンはそのプレースタイルを「飯倉チャレンジ」と称している[16]。

## 所属クラブ
- 1993年 - 1996年 FCイーグルス（横浜市立本郷小学校）
- 1997年 - 1998年 横浜F・マリノスプライマリー追浜（横浜市立本郷小学校）
- 1999年 - 2001年 横浜F・マリノスジュニアユース追浜（横浜市立本郷中学校）
- 2002年 - 2004年 横浜F・マリノスユース（藤嶺学園藤沢高校）
- 2005年 - 2019年7月  横浜F・マリノス
  - 2006年  ロアッソ熊本（期限付き移籍）
- 2019年7月 - 2022年  ヴィッセル神戸
- 2023年 -  横浜F・マリノス

## 個人成績
| 国内大会個人成績 | 国内大会個人成績 | 国内大会個人成績 | 国内大会個人成績 | 国内大会個人成績 | 国内大会個人成績 | 国内大会個人成績 | 国内大会個人成績 | 国内大会個人成績 | 国内大会個人成績 | 国内大会個人成績 | 国内大会個人成績 |
| 年度             | クラブ           | 背番号           | リーグ           | リーグ戦         | リーグ戦         | リーグ杯         | リーグ杯         | オープン杯       | オープン杯       | 期間通算         | 期間通算         |
| 年度             | クラブ           | 背番号           | リーグ           | 出場             | 得点             | 出場             | 得点             | 出場             | 得点             | 出場             | 得点             |
| 日本             | 日本             | 日本             | 日本             | リーグ戦         | リーグ戦         | リーグ杯         | リーグ杯         | 天皇杯           | 天皇杯           | 期間通算         | 期間通算         |
| ---------------- | ---------------- | ---------------- | ---------------- | ---------------- | ---------------- | ---------------- | ---------------- | ---------------- | ---------------- | ---------------- | ---------------- |
| 2005             | 横浜FM           | 16               | J1               | 0                | 0                | 0                | 0                | 0                | 0                | 0                | 0                |
| 2006             | 熊本             | 21               | JFL              | 26               | 0                | -                | -                | 2                | 0                | 28               | 0                |
| 2007             | 横浜FM           | 31               | J1               | 1                | 0                | 0                | 0                | 0                | 0                | 1                | 0                |
| 2008             | 横浜FM           | 31               | J1               | 0                | 0                | 0                | 0                | 0                | 0                | 0                | 0                |
| 2009             | 横浜FM           | 21               | J1               | 19               | 0                | 6                | 0                | 2                | 0                | 27               | 0                |
| 2010             | 横浜FM           | 21               | J1               | 34               | 0                | 5                | 0                | 2                | 0                | 41               | 0                |
| 2011             | 横浜FM           | 21               | J1               | 33               | 0                | 5                | 0                | 4                | 0                | 42               | 0                |
| 2012             | 横浜FM           | 21               | J1               | 28               | 0                | 5                | 0                | 3                | 0                | 36               | 0                |
| 2013             | 横浜FM           | 21               | J1               | 0                | 0                | 0                | 0                | 0                | 0                | 0                | 0                |
| 2014             | 横浜FM           | 21               | J1               | 0                | 0                | 0                | 0                | 0                | 0                | 0                | 0                |
| 2015             | 横浜FM           | 21               | J1               | 25               | 0                | 2                | 0                | 3                | 0                | 30               | 0                |
| 2016             | 横浜FM           | 21               | J1               | 12               | 0                | 0                | 0                | 2                | 0                | 14               | 0                |
| 2017             | 横浜FM           | 21               | J1               | 34               | 0                | 0                | 0                | 4                | 0                | 38               | 0                |
| 2018             | 横浜FM           | 21               | J1               | 34               | 0                | 10               | 0                | 3                | 0                | 47               | 0                |
| 2019             | 横浜FM           | 21               | J1               | 5                | 0                | 3                | 0                | 0                | 0                | 8                | 0                |
| 2019             | 神戸             | 18               | J1               | 12               | 0                | -                | -                | 5                | 0                | 17               | 0                |
| 2020             | 神戸             | 18               | J1               | 18               | 0                | 1                | 0                | -                | -                | 19               | 0                |
| 2021             | 神戸             | 18               | J1               | 19               | 0                | 3                | 0                | 2                | 0                | 24               | 0                |
| 2022             | 神戸             | 18               | J1               | 14               | 0                | 1                | 0                | 4                | 0                | 19               | 0                |
| 2023             | 横浜FM           | 21               | J1               | 6                | 0                | 3                | 0                | 0                | 0                | 9                | 0                |
| 2024             | 横浜FM           | 21               | J1               | 12               | 0                | 3                | 0                | 4                | 0                | 19               | 0                |
| 通算             | 日本             | 日本             | J1               | 300              | 0                | 44               | 0                | 38               | 0                | 382              | 0                |
| 通算             | 日本             | 日本             | JFL              | 26               | 0                | -                | -                | 2                | 0                | 28               | 0                |
| 総通算           | 総通算           | 総通算           | 総通算           | 326              | 0                | 44               | 0                | 40               | 0                | 410              | 0                |

その他の公式戦
- 2020年
  - FUJI XEROX SUPER CUP 1試合0得点

| 国際大会個人成績 | 国際大会個人成績 | 国際大会個人成績 | 国際大会個人成績 | 国際大会個人成績 |
| 年度             | クラブ           | 背番号           | 出場             | 得点             |
| AFC              | AFC              | AFC              | ACL              | ACL              |
| ---------------- | ---------------- | ---------------- | ---------------- | ---------------- |
| 2005             | 横浜FM           | 16               | 0                | 0                |
| 2014             | 横浜FM           | 21               | 0                | 0                |
| 2020             | 神戸             | 18               | 2                | 0                |
| 2022             | 神戸             | 18               | 0                | 0                |
| 2023-24          | 横浜FM           | 21               | 1                | 0                |
| 通算             | AFC              | AFC              | 3                | 0                |

その他の国際公式戦
- 2022年
  - AFCチャンピオンズリーグ2022・プレーオフ 1試合0得点
- 2006年5月6日 - プロ初出場（JFL） - ホンダロック戦（熊本市水前寺競技場）
- 2007年10月20日 - Jリーグ初出場 清水エスパルス戦

## タイトル
横浜F・マリノスジュニアユース追浜
- 高円宮杯全日本ユースサッカー選手権 (U-15)大会 (2001年)

神奈川県選抜
- NEW!!わかふじ国体（2003年）

横浜F・マリノス
- 天皇杯 JFA 全日本サッカー選手権大会:1回 (2013年)
- FUJIFILM SUPER CUP：1回（2023年）

ヴィッセル神戸
- 天皇杯 JFA 全日本サッカー選手権大会：1回（2019年）
- FUJI XEROX SUPER CUP：1回 (2020年)

## 代表歴
- 2001年 U-15日本代表